# Kai Nielsen (fodboldspiller født 1910)
 For alternative betydninger, se Kai Nielsen. (Se også artikler, som begynder med Kai Nielsen)
Kaj Nielsen eller Kai Nielsen (født 27. november 1910 i Bindslev, død 29. november 1946) var en dansk fodboldspiller, der primært spillede for AB og AGF. Han var topscorer i Danmarksturneringen i sæsonen 1934-35.

## Karriere
Kaj Nielsen debuterede for den københavnske klub HB allerede som 17-årig i 1928 i slutspillet om Danmarksmesterskabet. Siden skiftede han til AB, hvor han hurtigt fik succes. I foråret 1930 scorede han bl.a. syv mål i en kamp mod B 1901 og blev udtaget som reserve til en landskamp mod Tyskland i en alder af blot 19 år.
I 1933 rejste Kaj Nielsen pludselig til Aarhus for at spille for Aarhus Football Club, som spillede i Oprykningsserien. Klubben var tæt på at rykke op i den bedste række, men tabte den sidste kamp til Helsingør IF.
I 1934 skiftede Kaj Nielsen til en anden århusiansk klub, AGF, hvor han allerede i sin første sæson blev topscorer i Mesterskabsserien 1934-35. Han fik sin hidtil eneste landskamp mod Norge i september 1934. Det blev til i alt to sæsoner i AGF, før Kaj Nielsen flyttede tilbage til København og AB, som han blev dansk mester med i sæsonen 1936-37.
Kaj Nielsen stoppede med at spille fodbold i AB i 1938. Han fik siden arbejde i Viborg. Han døde af influenza i en alder af blot 36 år.